# Sparagmia gonoptera
Sparagmia gonoptera är en fjärilsart som beskrevs av Pierre André Latreille 1833. Sparagmia gonoptera ingår i släktet Sparagmia och familjen Crambidae. Inga underarter finns listade i Catalogue of Life.